# Râul Cârlibaba
Râul Cârlibaba este un curs de apă, afluent al râului Bistrița Aurie, ce izvorăște de pe Vârful Stânii. 

## Hărți
- Harta județului Suceava
- Munții Suhard  Arhivat în 16 decembrie 2009, la Wayback Machine.
- Obcinele Bucovinene  Arhivat în 30 iulie 2009, la Wayback Machine.

## Legături externe
- pl Cirlibaba în Dicționarul geografic al Regatului Poloniei și al altor țări slave, volum I (Aa — Dereneczna) anul 1880